# Karol Kazimierz Wąsowicz
Karol Kazimierz Wąsowicz ze Smogorzewa herbu Łabędź (zm. przed 18 maja 1713 roku) – podkomorzy sandomierski w 1699 roku, sędzia ziemski sandomierski w latach 1685–1699, pisarz ziemski sandomierski w latach 1676–1685, starosta olsztyński, komornik graniczny chęciński w 1674 roku.
Jako poseł na sejm konwokacyjny 1674 roku z województwa sandomierskiego był członkiem konfederacji generalnej zawiązanej 15 stycznia 1674 roku na tym sejmie. Poseł na sejm 1685 roku i sejm 1693 roku z województwa sandomierskiego. 
W 1697 roku był elektorem Augusta II Mocnego z województwa sandomierskiego. Poseł na sejm pacyfikacyjny 1699 roku z województwa sandomierskiego.